# 1723

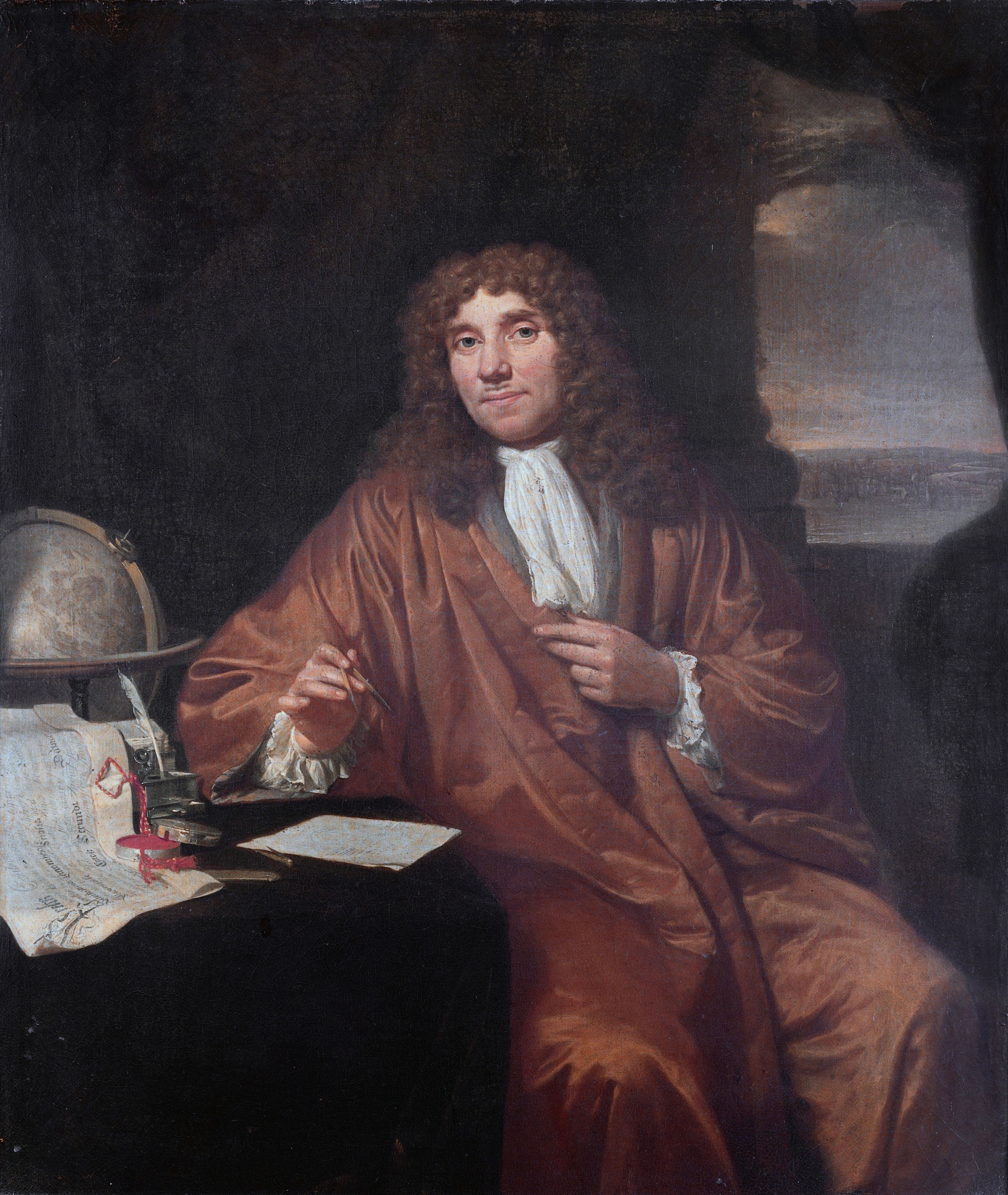
Antoni van Leeuwenhoek

Het jaar 1723 is het 23e jaar in de 18e eeuw volgens de christelijke jaartelling.

## Gebeurtenissen
januari
- 2 - Bij octrooi van keizerin Maria Theresia ontvangt de Abdij van Rolduc het recht op het exploiteren van de steenkoolmijnen in het gebied van Kerkrade.

april
- 27 - In de katholieke gemeenschap in Nederland vindt een schisma plaats. Het kathedraalkapittel besluit om na dertien jaar wachten op Rome over te gaan tot benoeming van Cornelius Steenoven, die sinds 1719 algemeen vicaris van het kapittel is, tot nieuwe aartsbisschop. Deze verkiezing wordt niet aan de paus voorgelegd.

september
- 1 - Begin intekenen op de aandelen Oostendse Compagnie.
- september - De Leidse hoogleraar Herman Boerhaave stopt wegens de grote toeloop van patiënten met zijn medische praktijk.

december
- 6 - Karel Lodewijk van Nassau-Saarbrücken wordt opgevolgd door zijn neef Frederik Lodewijk van Nassau-Ottweiler.

zonder datum
- Ong Kham wordt opgevolgd door Inta Som als koning van Lan Xang Hom Kao.
- De Mogolkeizer Mohammed Shah vervangt het Perzisch als hoftaal door het Urdu, de taal van de bevolking van Hindoestan.

## Muziek
- Antonio Vivaldi componeert de vioolconcerten Le quattro stagioni
- Georg Philipp Telemann componeert zijn Wassermusik TWV 55:C3
- Jean-Philippe Rameau componeert de opera L'Endriague

## Beeldende kunst

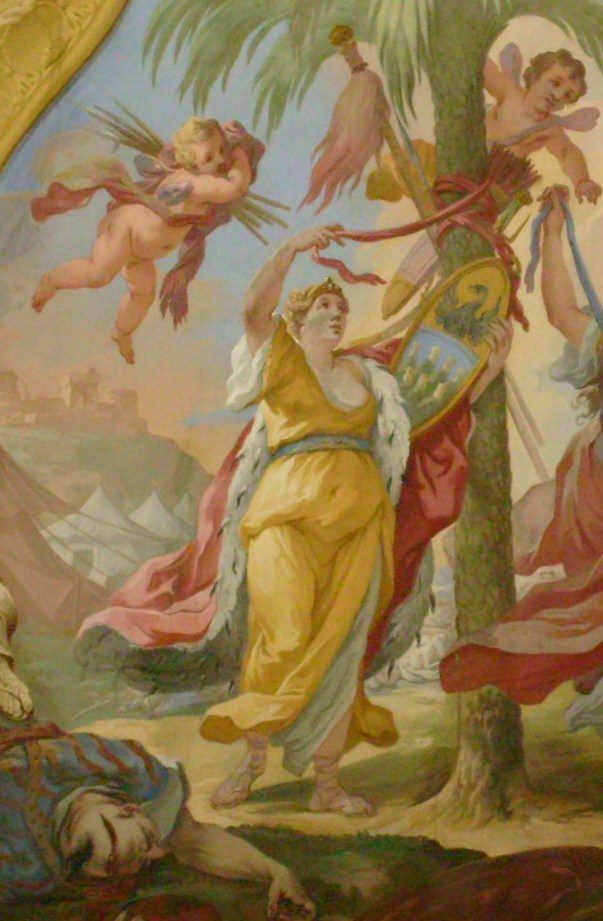
Unten ein besiegter Osmane (1723) Bartolomeo Altomonte, Augustiner Chorherrenstift St. Florian

## Bouwkunst

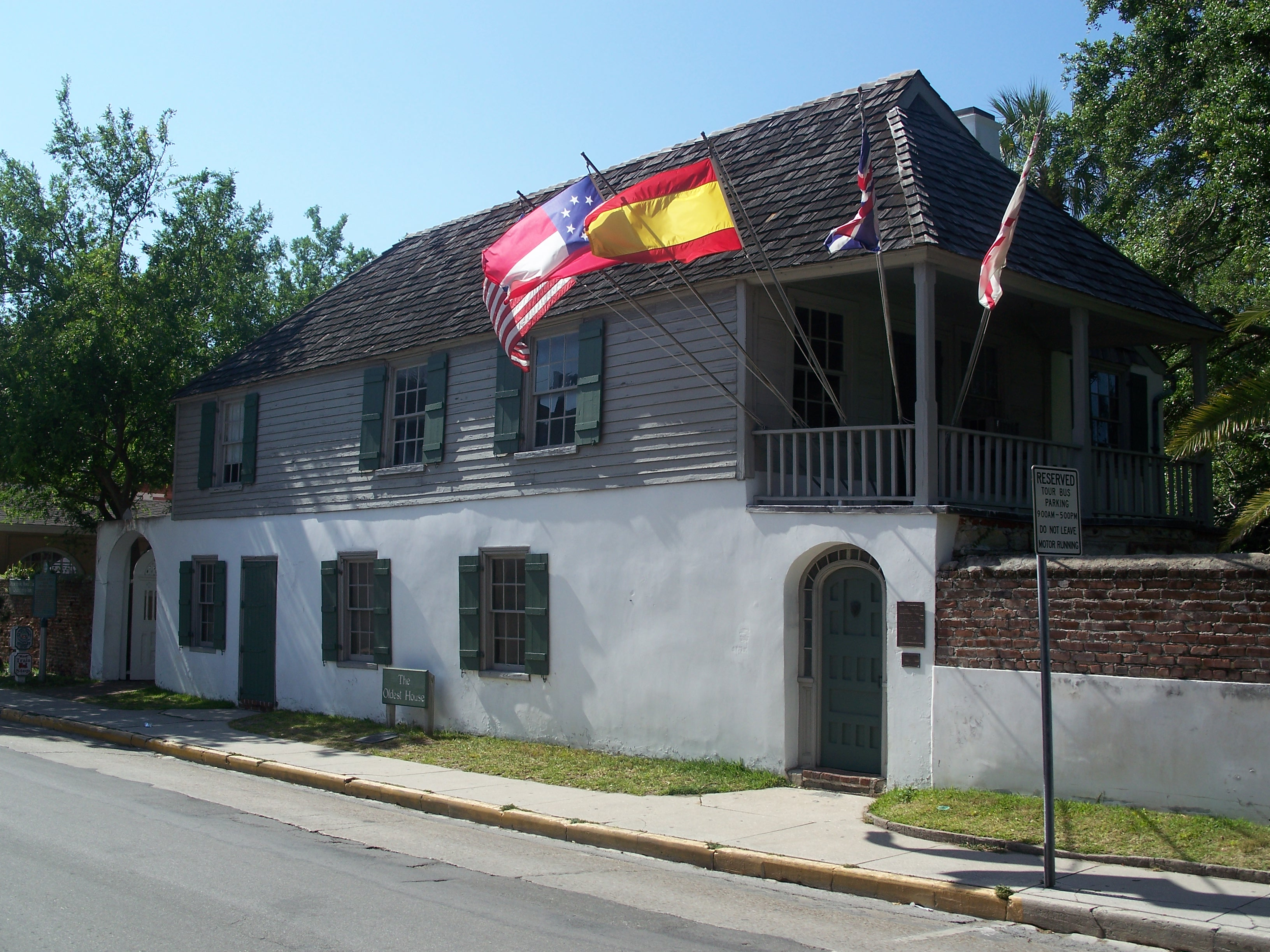
Gonzalez-Alvarez House St. Aogustine, Florida (1723)

## Geboren
maart
- 25 - Kaat Mossel, Nederlands Oranjegezinde mosselvrouw (overleden 1798)
- 31 - Frederik V van Denemarken, koning van Denemarken en Noorwegen (overleden 1766)

juni
- 5 - Adam Smith, Schots econoom, grondlegger van het klassiek liberalisme (overleden 1790)

juli
- 10 - William Blackstone, Engels rechtsgeleerde (overleden 1780)

december
- 22 - Karl Friedrich Abel, componist van barokmuziek (overleden 1787)

## Overleden
februari
- 25 - Christopher Wren (90), Brits wetenschapper en architect

augustus
- 27 - Antoni van Leeuwenhoek (90), Nederlands wetenschapper

december
- 6 - Karel Lodewijk van Nassau-Saarbrücken (58), graaf van Nassau-Saarbrücken